# Ali Shaheed Muhammad
Ali Shaheed Muhammad, född 11 augusti 1970 i Brooklyn i New York, är en amerikansk DJ och hiphopproducent. Han är mest känd som medlem i hiphopgruppen A Tribe Called Quest. Tillsammans med Jay Dee och Q-Tip var han medlem i hiphopproducent-gruppen The Ummah.

## Diskografi
- 2004 – Shaheedullah and Stereotypes

## Fotnoter
1. ↑  Internet Movie Database, IMDb-ID: nm0611241co0047972, läst: 15 oktober 2015.[källa från Wikidata]
2. ↑  Freebase Data Dumps, Google.[källa från Wikidata]